# Ixora akkeringae
Ixora akkeringae är en måreväxtart som först beskrevs av Johannes Elias Teijsmann och Simon Binnendijk, och fick sitt nu gällande namn av Theodoric Valeton och Cornelis Eliza Bertus Bremekamp. Ixora akkeringae ingår i släktet Ixora och familjen måreväxter. Inga underarter finns listade i Catalogue of Life.